# Tarennoidea
Tarennoidea är ett släkte av måreväxter. Tarennoidea ingår i familjen måreväxter.
Kladogram enligt Catalogue of Life:
| Tarennoidea | \| \| Tarennoidea axillaris \| \| \| \| \| \| Tarennoidea wallichii \| \| \| \| |
|             | \| \| Tarennoidea axillaris \| \| \| \| \| \| Tarennoidea wallichii \| \| \| \| |
|             | Tarennoidea axillaris                                                           |
|             |                                                                                 |
|             | Tarennoidea wallichii                                                           |
|             |                                                                                 |